# Monika Krzywkowska

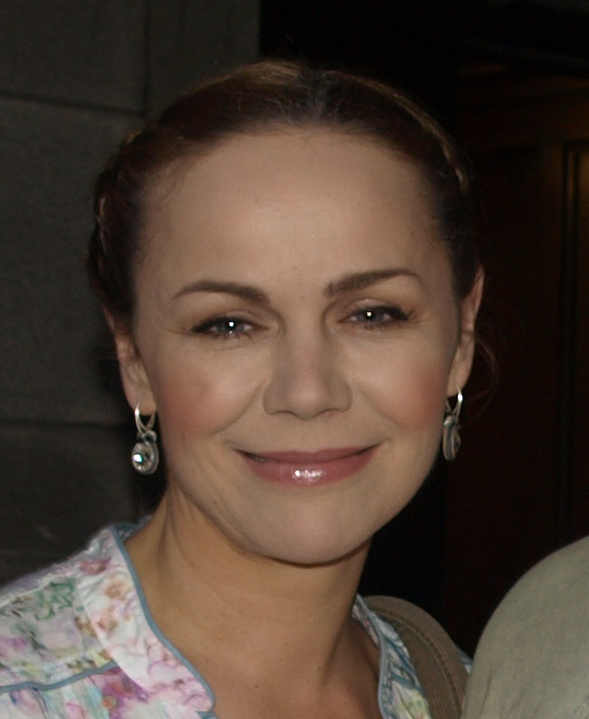
Monika Krzywkowska im Jahr 2013

Monika Krzywkowska (* 23. Februar 1973 in Warschau, Polen) ist eine polnische Schauspielerin.

## Leben
Monika Krzywkowska wurde im Winter 1973 im polnischen Warschau geboren. Sie absolviert ihre Schauspielausbildung an der Aleksander-Zelwerowicz-Theaterakademie Warschau und erlangte 1997 ihren Abschluss. Sie spielte von 1998 bis 2002 am Bogusławski-Theater in Kalisz, bevor sie bis 2012 zum Ensemble des Zeitgenössischen Theaters in Warschau wechselte. In den Jahren 2012 bis 2017 ging sie an das Studio-Theater, im Anschluss wechselte sie wieder ans Zeitgenössischen Theater.
Krzywkowska trat auch als Schauspielerin in Film und Fernsehen in Erscheinung. Für ihre Rolle in dem Film Życie jako śmiertelna choroba przenoszona drogą płciową wurde sie beim Polnischen Filmpreis als Beste Nebendarstellerin nominiert. Ihr Schaffen umfasst mehr als 50 Produktionen für Film und Fernsehen.

## Filmografie
- 2000: Pól serio
- 2000: Życie jako śmiertelna choroba przenoszona drogą płciową
- 2016: Unter die Haut – Gefährliche Begierde (Kvinden der drømte om en mand)
- 2020: Meine Freunde sind alle tot (Wszyscy moi przyjaciele nie zyja)
- 2021: David und die Weihnachtselfen (Dawid i Elfy)
- 2022: Herzensparade (Parada serc)
- 2023: Nochmal Liebe² (Miłość do kwadratu jeszcze raz)
- 2024: Für immer Liebe² (Miłość do kwadratu bez granic)
- 2025: Kein böser Traum (Tylko jedno spojrzenie)